# Noblesse (corrida)
Pour les articles homonymes, voir Noblesse.
Dans le monde de la tauromachie, la  noblesse est, pour un taureau de combat « la qualité de l'animal qui répond franchement aux sollicitations des toreros, sans vice et sans détours. »

## Caractéristiques
En tant que terme technique propre à la corrida, le mot est une « métaphore du comportement loyal au combat caractéristique des valeurs de la noblesse en armes ». Le contraire d'un taureau noble  est un taureau manso, qui signifie « animal
fuyard et sournois », beaucoup plus dangereux que le taureau qui charge. Un taureau noble a une souche généalogique bien déterminée que lui confère sa caste, c'est-à-dire sa race ou pedigree.

## Comportement
Comme tous les vocabulaires spécifiques à chaque discipline, ce mot ne doit pas être pris au pied de la lettre, mais replacé dans le contexte où il est employé : celui de la corrida. 
Le taureau noble ne donne pas de coups de tête anarchiques. Il baisse la tête par tempérament, la noblesse étant un élément de la caste du taureau appelé « caste vive », qui permet au torero de montrer ses qualités de lidiador. Lorsque le torero se trouve face à un animal noble, il doit le toréer avec délicatesse, faire preuve de duende.
Ce type  de taureau convient particulièrement bien aux toreros dits « toreros artistes », c'est-à-dire aux toreros qui recherchent les qualités esthétiques tant à la cape qu'à la muleta